# Carl Konegen
Carl Konegen (ur. 5 listopada 1842 w Braniewie, zm. 23 stycznia 1903 w Wiedniu) – austriacki przedsiębiorca i wydawca literatury, założyciel wiedeńskiego wydawnictwa „Verlag von Carl Konegen”.

## Życiorys
Urodził się w Braniewie w Prusach Wschodnich. Nauki pobierał w miejscowym gimnazjum katolickim. W wieku 16 lat rozpoczął pracę w wydawnictwie Ed. Peter w Braniewie, jako praktykant. Po 4 latach pracy rozpoczął okres młodzieńczych podróży po Europie, zaczynając od Królewca, poprzez Linz w Górnej Austrii, Norymbergę i ponownie Linz, jako kolejne miejsce pracy.
W 1870 przeniósł się do Wiednia, rozpoczynając pracę w stolicy Austrii w firmie wydawniczej pod nazwą "Wimmer, Schmidt & Leo", która zmieniła następnie nazwę na "Franz Leo & Comp.". W 1872 stał się właścicielem tego wydawnictwa. Jednak do tej pory zakład wydawał jedynie publikacje naukowe, w szczególności rozprawy z dziedziny teologii katolickiej, książki religijne i kazania, a także publikacje techniczne, medyczne, prawne, stronił zaś od literatury pięknej.
Carl Konegen w 1871 roku, poprzez mariaż z Caroline Gebert Edle von Hornau, uzyskał obywatelstwo austriackie. W 1873 firma powiększa się, poprzez wykup własnego oddziału w wiedeńskiej księgarni Adolfa Hartlebena, wkrótce przejmując ją w całości. W 1877 roku firma przeniosła się do nowo wybudowanego obiektu Heinrichhof – budynku zaprojektowanego przez duńskiego architekta Theophila Hansena, położonego naprzeciwko Opery Wiedeńskiej.
Działalność wydawniczą Konegen stale poszerza. Wydawana zaczyna być literatura austriacka. W prowadzeniu wydawnictwa szczególnie widoczne były jego upodobania estetyczne. Jeśli książkę uznawał za wartościową, to publikował ją bez względu na spodziewany sukces finansowy.
Oprócz pracy zawodowej angażował się w działalność społeczną. Przez wiele lat działał w wiedeńskich związkach zawodowych Wiener Korporations-Ausschuß i jako członek zarządu reprezentował księgarzy austriackich i węgierskich. Był członkiem komisji wyborczej Börsenverein des Deutschen Buchhandels (niemiecki związek handlu książkami) i częstym gościem w Lipsku, gdzie ten związek miał swoją siedzibę.
2 stycznia 1903 roku, będąc ciężko chory, Carl Konegen sprzedał wydawnictwo „Verlag von Carl Konegen” za kwotę 400 000 koron dla jego lojalnego od ponad dwudziestu lat wspólnika Victora Josefa Löckera oraz dla siostrzeńca Ernsta Stülpnagel. Wkrótce potem, 23 stycznia 1903, zmarł. Wydawnictwo kontynuowało swoją działalność z sukcesem, choć od 1905 pod nową nazwą „Franz Leo & Comp.”. Firma zaczęła przechodzić trudności podczas wielkiego kryzysu lat trzydziestych, ostatecznie została wykreślona z rejestru spółek 12 lutego 1941 roku. W latach 1919–1926 prowadziła ponadto działalność utworzona przez Ernsta Stülpnagela, spółka z nazwiskiem Konegen w nazwie: „Konegens Jugendschriftenverlag”, która zajmowała się wydawaniem literatury młodzieżowej, książek dla dzieci, bajek i książek obrazkowych oraz nabywaniem praw autorskich i praw wydawniczych do tego rodzaju publikacji.
W końcu XIX w. na austriackim rynku działało niemal 100 firm wydawniczych. W roku 1899 na 95 wydawnictw Verlag von Carl Konegen plasował się z liczbą 21 publikacji na 19. miejscu. Gdy jednak spojrzeć na rodzaj publikacji, to Verlag von Carl Konegen wyraźnie odróżniał się od innych charakterem publikacji. Inne wydawnictwa publikowały bezpieczne finansowo książki religijne, techniczne, naukowe, podręczniki czy kalendarze. Wydawnictwo Carla Konegena postawiło zaś na beletrystykę i literaturę piękną, w czym pozostawiło w tyle największe austriackie rynki wydawnicze.
Córka Carla Konegena, Dorothea (1881–1964), została pisarką. Publikowała wiersze, opowiadania, nowele, a także tłumaczyła literaturę francuskich autorów, m.in. Alphonse'a Daudet.